# علي أطاي
علي أطاي هو ممثل تركي ولد في 20 أبريل 1976. أشتهر بدور البطولة في مسلسل مجنون ليلى.